# 丸文字
丸文字（まるもじ）は手書き文字のうち、角を丸くした書体である。「ルンルン文字」「ネコ字」「まんが字（マンガ字）」「丸字」「ブリッ子文字（ぶりっ子文字）」とも呼ばれる。

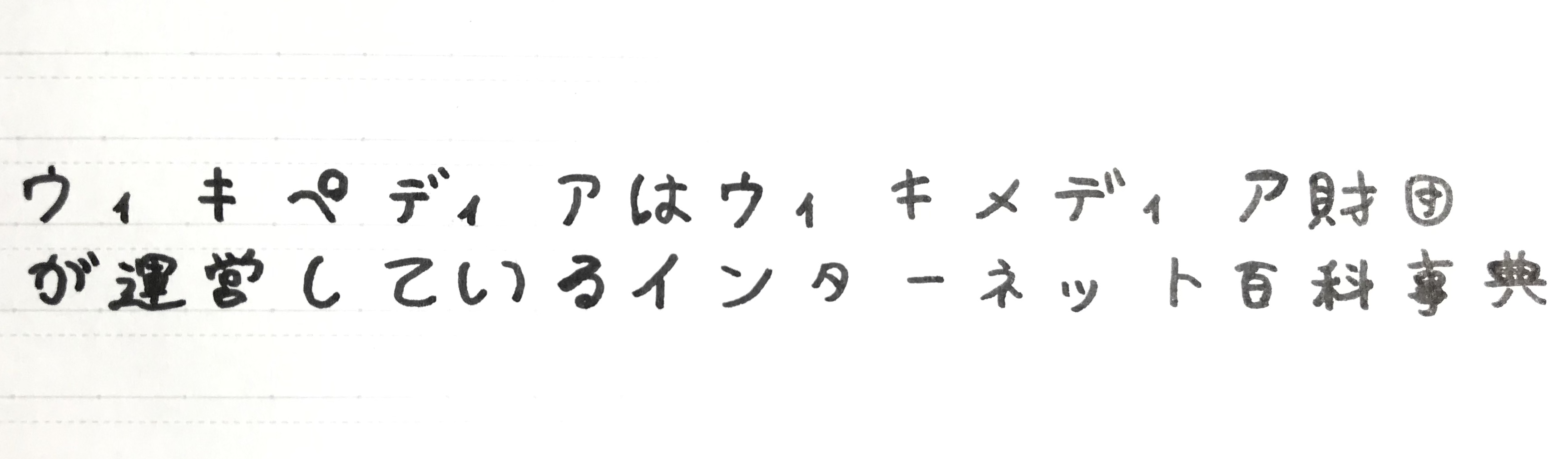
ウィキペディアの概要が丸文字で書かれている

## 概要
一般的には手書き文字の書体とされ、丸ゴシック体とは異なる。
仮名漢字交じりの日本語の文章は、文字の特徴から角ばった箇所が目に付きやすく、文字や文章の印象が硬くなることを回避するために、1970年代から1980年代に女子小中高生の間で広く用いられていた。
当時の丸文字に特有の特徴として、平仮名の「へ」の右半分に「〃」を重ねた文字を、宛先の名前の後に書く、というものがある（“＊＊さんへ”における記述法）。
丸文字の流行が去った現在でも、男女世代を問わず丸文字に似た字を書く人も多いが、これは単なる癖字の一種と捉えられている。丸文字調の手書き文字フォントも出ており、代表的なものとしては、仮名のみでありながら1980年代半ばに写植機メーカーの写研が発表したフォント「ルリール」がある。また、2000年以降に登場した「みかちゃん」、様々な手書きの特徴を抽出してシリーズ化した「みんなのフォント」、女性の手書き文字風フォント「[あくび印]」は丸文字の特徴を多く受け継いでいる。

## 歴史

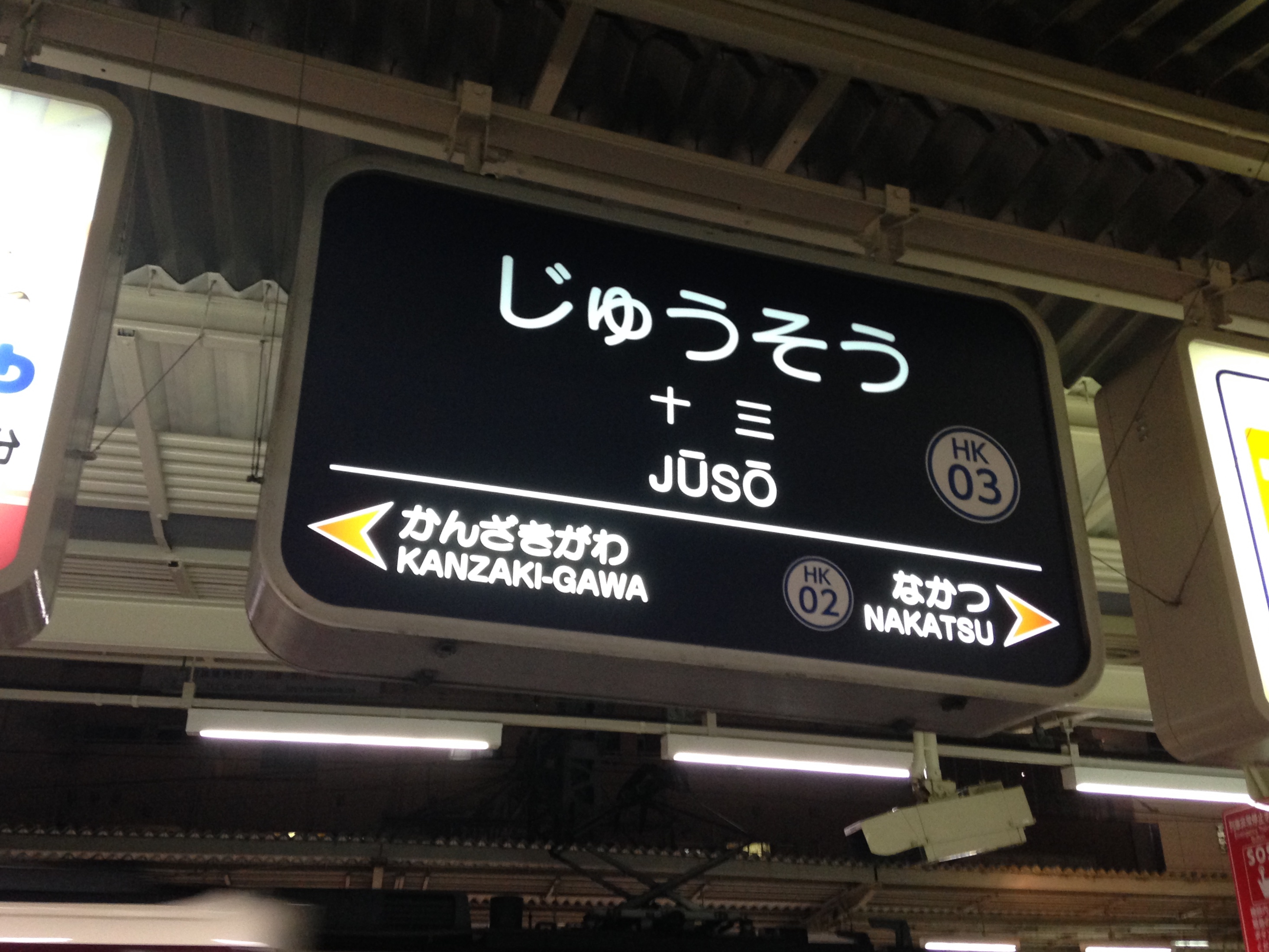
ナールを使用していた阪急電鉄旧型駅名標（十三駅、イワタUD丸ゴシック使用の新型駅名標に交換撤去済み）

山根一眞が2年近い取材を経て1986年2月に著した『変体少女文字の研究 文字の向うに少女が見える』（講談社）の調査結果では、丸文字（同書でいう変体少女文字）は1974年までには誕生しており、1978年に急増したとされる。同書では少女らが書く丸文字の普及の一因として、70年代前半に創刊した『an・an』や『non-no』といった女性向けファッション誌で使われていた書体「ナール」（1972年発表）を挙げている。ナールは文字の先端が丸く処理されふっくらとした字体をもつ写真植字である。一方、漫画研究家の大塚英志はその文字の由来が『りぼん』の漫画家近況欄の手書き文字にあるとし、大本はしらいしあいであるとしている。
1986年に写研が「文字文化への愛着を広げよう」として、「マル字五十音コンテスト」を開催した。1位の賞金は10万円、応募期間は同年の4月から5月。結果、全国から2500点を超える応募があり、7月23日から29日まで東京の銀座伊東屋9階のギャラリーで入賞作品の展示が行なわれた。1位は当時高校3年生の女性の作品で、11月に新書体「イクール」（書体名は入賞者の名前から取られた）として写研から発売された。2位と3位の作品も1987年4月にそれぞれ「エツール」「ヨシール」として発売されている。なお山根一眞によれば「変体少女文字」は横書きで速く書くのに適した文字であり、「イクール」は丁寧にデザインされた「かわいい文字」にすぎないと述べている。また「イクール」と同時期に、おニャン子クラブのメンバーだった永田ルリ子による手書き文字「ルリール」が写研から発売されている。
この丸文字の有料書体化は、同じく写真植字メーカーのモリサワが1987年5月に「わらべ」を発表し、また富士通がワープロ用の丸文字書体ソフトをパーソナル用機種（1986年11月）、ビジネス用機種（1987年5月）向けにそれぞれリリースするなど、小さな動きを見せた。
1987年6月に写研は「第2回マル字五十音コンテスト」を開催。応募者数は2253人。1位は当時19歳の女性。8月20日から東京・有楽町の交通会館で入賞作品の展示が開かれた。1位の作品は「ノリール」として書体化された。
1990年5月23日付『朝日新聞』朝刊に掲載された記事「“丸文字”はやめて」「“公用文字”ではない」は、小学校の教師の書く文字が丸文字だったことで、それを子供が真似ることを危惧した内容であったが、読者からの反響の大きさにより6月20日に再び取り上げられ、「角張った文字の癖が問題とされず、なぜ丸文字だけが問題視されるのか」などの反論を合わせて掲載した。
1991年11月に発売された『広辞苑』第4版には語「丸文字」が新しく追加された。
パルコ出版から出ていた流行調査雑誌『アクロス』1993年7月号に掲載された、女性投稿誌のはがきや街頭インタビューをもとにした調査では、丸文字が姿を消しつつあり、「トメのしっかりしたカクカクした文字」である「長体ヘタウマ文字」が増加しているとリポートされている。この現象は1960年代生まれ（新人類世代）を中心とした80年代のぶりっ子文化が終わり、90年代の自然・日常を重視する1970年代後半生まれ（真性団塊ジュニア世代）以降の「脱・女の子」的な文化が主流になったのが原因ではないかとされる。『AERA』1997年6月30日号では「女子高生に広まる、変なとんがり文字 「丸文字」の時代は終わった」と題して、丸文字の流行が終わり、長体ヘタウマ文字に加え、「タギング文字」という新種も広がりつつあるとしている。